# Гулд, Руперт
Руперт Гулд (англ. Rupert Goold, 18 февраля 1972 года, Хайгейт, Великобритания) — британский режиссёр театра и телевидения, двукратный лауреат Премии Лоренса Оливье. В 2017 году был посвящён в командоры Ордена Британской империи за заслуги в области театра.

## Ранние годы
Отец Руперта был бизнес-консультантом, мать писала книги для детей. Начальное образование он получил в частной школе University College. В 1994 году он окончил Тринити-колледж Кембриджа, после чего изучал сценическое искусство в Нью-Йоркском университете по стипендии Фулбрайта. С 1995 года проходил практику в театре Donmar Warehouse. C 2000 по 2005 год был художественным руководителем театров Ройал и Дернгейт в Нортгемптоне.

## Карьера
Признание пришло к Гулду в 2007 году, когда он поставил в Чичестерском фестивальном театре «Макбета» Уильяма Шекспира с Патриком Стюартом в главные роли. После Чичестера постановка с успехом шла в театре Гилгуд в Вест-Энде, а затем переместилась в театр Лицеум на Бродвей, Нью-Йорк. За свою режиссуру Руперд Гулд выиграл премию газеты Evening Standard в 2007 году и премию Лоренса Оливье в 2008 году. В 2010 году он снял телевизионный фильм по своей постановке.
В 2009 году Гулд выступает режиссёром восстановленной постановки мюзикла «Оливер!» .В этом же году он ставит «Короля Лира» в театре Янг-Вик. Самым большим успехом 2009 года стала постановка ENRON о скандале с банкротством одноимённой энергетической компании, которая принесла Гулду вторую премию Лоренса Оливье (2010 год).
С 2010 года Руперт Гулд является заместителем руководителя Королевской Шекспировской компании, где он поставил «Ромео и Джульетту» (2010 год) и «Венецианского купца» (2011 год). Режиссёр также поставил несколько спектаклей в Королевском национальном театре.
В феврале 2013 года Гулд был назначен художественным руководителем театра Алмейда. В 2014 году он ставит пьесу Майка Бартлета «Король Карл III». В 2015 году она выиграла Премию Лоренса Оливье в номинации «Лучшая новая драма», Гулд был номинирован на лучшую режиссуру, уступив Иво ван Хове. Также в 2014 году был поставлен успешный мюзикл «Сделано в Дагенхэме» (театр Адельфи). В 2015 году Гулд ставит «Медею» с Кейт Флитвуд в заглавной роли, в 2016 году «Ричарда III» c Райфом Файнсом в роли короля и Ванессой Редгрейв в роли Маргариты.

## Семья
Руперт Гулд женат на актрисе Кейт Флитвуд. У супругов есть двое детей: сын Рафаэль и дочь Констанция.